# 新宫

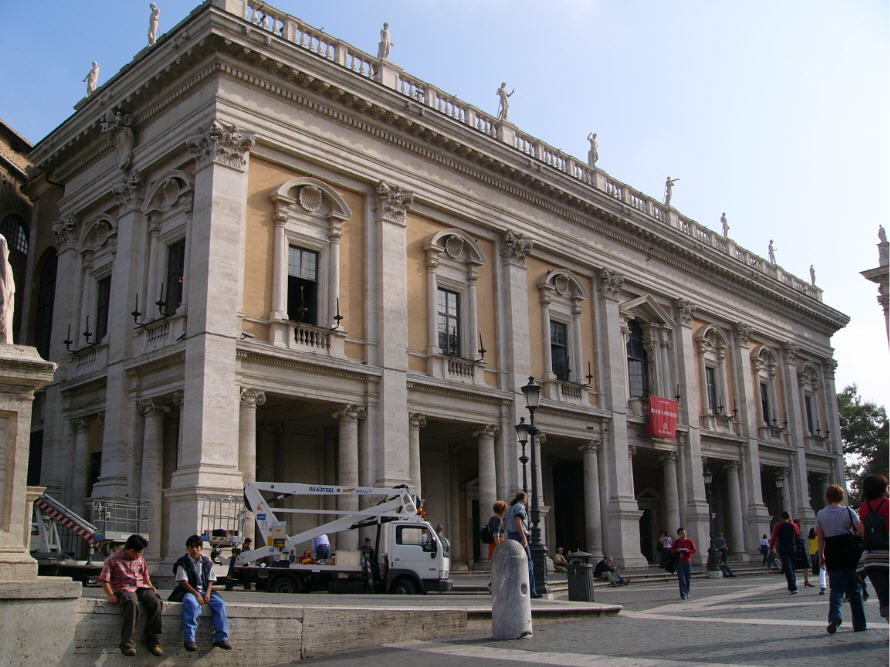
新宫

新宫（義大利語：Palazzo Nuovo）位于罗马的卡比托利欧广场，是卡比托利欧博物馆的展厅之一。
这座建筑由米开朗琪罗设计，后来由吉羅拉莫·萊納爾迪（Girolamo Rainaldi）和卡洛·萊納爾迪父子完成于1654年。元老宫之右侧。
新宫外观采用文艺复兴风格，与保守宫相对，毗邻天坛圣母堂，方向略微倾斜，构成一个和谐的整体。
新宫室内的木质和镀金石膏装饰仍然是原件。